# The Legacy
Pour les articles homonymes, voir Legacy et The Legacy (catch).
Albums de Testament
Live At Eindhoven 
(1987)
The Legacy est le premier album studio du groupe de thrash metal américain Testament.
Il est considéré par beaucoup[Qui ?] comme étant le meilleur de la discographie du groupe[réf. nécessaire].
L'album a reçu un assez grand succès pour une production underground, mais ce n'est pas l'album qui a fait connaître Testament au monde du Metal.
L'album est sorti au cours de l'année 1987 sous les labels Atlantic Records et Megaforce Records.
L'album porte ce nom en référence à l'ancien nom du groupe, c'est-à-dire Legacy

## Composition
- Chuck Billy: chant
- Alex Skolnick: guitare
- Eric Peterson: guitare
- Greg Christian: basse
- Louie Clemente: batterie

## Liste des morceaux
1. Over the Wall (Skolnick, Christian, Peterson, Souza) – 4:04
2. The Haunting (Skolnick, Peterson, Souza) – 4:11
3. Burnt Offerings (Skolnick, Peterson, Souza) – 5:03
4. Raging Waters (Peterson, Souza) – 4:30
5. C.O.T.L.O.D. (Curse of the Legions of Death) (Ramirez, Peterson) – 2:28
6. First Strike Is Deadly (Skolnick, Christian, Peterson, Souza) - 3:41
7. Do or Die (Peterson, Billy, Clemente) – 4:36
8. Alone in the Dark (Skolnick, Peterson, Souza) – 4:01
9. Apocalyptic City (Skolnick, Peterson) - 5:48